# 不要輸給心痛
不要輸給心痛（英語：Succumb Not to Sorrow）為愛心無國界311燭光晚會的主題曲，此歌曲亦是因2011年日本东北地方太平洋近海地震而創作的。本曲分廣東話、普通話及日語三個版本，當中日文歌詞源自日本詩人宮澤賢治所作的《無懼風雨》，歌頌日本人不怕艱難困境，以樂觀積極的態度，微笑着生活。

## 外部連結
- YouTube上的《愛心無國界 311燭光晚會》 官方主題曲MV—「不要輸給心痛」（廣東話版）.artistes311.2011-03-30